# Walckenaeria ichifusaensis
Walckenaeria ichifusaensis är en spindelart som beskrevs av Saito och Ono 200. Walckenaeria ichifusaensis ingår i släktet Walckenaeria och familjen täckvävarspindlar. Inga underarter finns listade i Catalogue of Life.